# Blanche Montel
Blanche Montel (Tours, 14 d'agost de 1902 – Luzarches, 31 de març de 1998) va ser una actriu teatral i cinematogràfica de nacionalitat francesa.

## Biografia
El seu nom complet era Rose Blanche Jeanne Montel. Als 11 anys va ser contractada pel cineasta Alfred Machin, que treballava als estudis del Château du Karreveld a Molenbeek-Saint-Jean, perquè actués al film produït per Charles Pathé La Tulipe d'or, encarnant a una nena holandesa.
Blanche Montel va passar després al teatre, on va conèixer a Louis Feuillade, un puixant director artístic de Gaumont, que va quedar impressionat per la seducció, frescor i sensibilitat de l'actriu. Amb ell va protagonitzar tres films, dos d'ells melodrames en 12 episodis amb una gran vedette de l'època, Sandra Milowanoff. De la seva filmografia, repartida entre el cinema mut i el sonor, pot destacar-se la seva remarcable actuació com a Madame Lesurques en L'Affaire du courrier de Lyon, de Léon Poirier (1923).
Montel es va casar amb el director Henri Decoin, amb el qual va tenir un fill, Jacques. La unió va durar des del 20 d'octubre de 1927 al 10 de gener de 1934, data en la qual es van divorciar. Després va iniciar una relació amb l'actor Jean-Pierre Aumont, que va acabar quan ell va emigrar als Estats Units en 1940.
En 1943 va decidir posar fi a la seva carrera al cinema, fent el seu últim paper a L'Homme de Londres, una adaptació al cinema d'una novel·la de Georges Simenon.
En finalitzar la Segona Guerra Mundial, ella es va fer agent artístic, treballant, entre d'altres, per a Denise Grey.
Blanche Montel va morir en 1998 a Luzarches. El 3 de març d'aquest mateix any va morir el seu fill Jacques als 70 anys d'edat.
El 21 de novembre de 2015, una de les seves nétes i l'ajuntament de Luzarches van representar l'obra Les Vignes du Seigneur així com l'exposició « Blanche Montel sur scène (1904-1944) » a la sala Blanche Montel de Luzarches.

## Filmografia
- 1914 : La Fille de Delft; (A Tragedy in the Clouds) de Alfred Machin : en el paper de Young Kaatje
- 1914 : Les Deux Gosses d'Albert Capellani
- 1919 : Barrabas de Louis Feuillade : Françoise Varèse
- 1921 : Chichinette et Cie de Henri Desfontaines
- 1921 : Les Deux Gamines de Louis Feuillade : 'Blanche
- 1921 : Zidore ou les Métamorphoses de Louis Feuillade - curtmetratge - : Jojo
- 1921 : Gustave est médium de Louis Feuillade - curtmetratge -
- 1921 : L'Orpheline de Louis Feuillade : Dolorès
- 1921 : Séraphin ou les jambes nues de Louis Feuillade - curtmetratge -
- 1921 : Le Nuage de Léon Poirier - curtmetratge -
- 1922 : La Fille des chiffonniersde Henri Desfontaines : Mariette
- 1922 : Gaëtan ou le Commis audacieux de Louis Feuillade - curtmetratge -: Rosine
- 1922 : Son altesse de Henri Desfontaines
- 1923 : L'Affaire du courrier de Lyon de Léon Poirier : Mme Lesurques
- 1923 : Pax Domine de René Leprince
- 1923 : La Belle Nivernaise de Jean Epstein : Clara Louveau
- 1924 : Une vieille marquise très riche de Emilien Champetier
- 1924 : Après l'amour de Maurice Champreux
- 1925 : La Vocation d'André Carel o La Puissance du travail de Jean Choux : La Reine Lugrin
- 1925 : L'Éveilleur d'instincts de Emilien Champetier - curtmetratge -
- 1925 : Le Roi de la pédale de Maurice Champreux
- 1928 : La Ronde infernale (Infernal Circle) de Luitz Morat
- 1930 : L'Arlésienne de Jacques de Baroncelli : Vivette
- 1931 : Flagrant délit de Georges Tréville i Hanns Schwarz
- 1932 : La Bonne Aventure de Henri Diamant-Berger
- 1932 : Chassé-croisé d’ Maurice Diamant-Berger - curtmetratge -
- 1932 : Clair de lune de Henri Diamant-Berger
- 1933 : Les Trois Mousquetaires : Constance Bonacieux
- 1933 : L'Enfant du miracle de D. B. Maurice : Élise
- 1933 : Les Bleus du ciel de Henri Decoin
- 1933 : Miquette et sa mère de Henri Diamant-Berger : Miquette Grandier
- 1933 : Le Passager clandestin de Henri Diamant-Berger - curtmetratge -
- 1933 : La Maison du mystère de Gaston Roudès
- 1934 : L'Aventurier de Marcel L'Herbier : Marthe
- 1938 : Mon père et mon papa de Gaston Schoukens
- 1938 : Durand bijoutier de Jean Stelli
- 1939 : En correctionnelle de Marcel Aboulker - curtmetratge -
- 1940 : Les Surprises de la radio de Marcel Aboulker - Simple aparició -
- 1943 : L'Homme de Londres de Henri Decoin

## Teatre
- 1923 : Les Vignes du seigneur de Robert de Flers i Francis de Croisset, Théâtre du Gymnase
- 1932 : Hector d'Henri Decoin, Théâtre de l'Apollo
- 1927 : Vient de paraître d'Édouard Bourdet, posada en escena Victor Boucher, Théâtre de la Michodière
- 1928 : Une tant belle fille de Jacques Deval, Théâtre Antoine
- 1929 : Le Trou dans le mur d'Yves Mirande, Théâtre de la Michodière
- 1929 : Durand, bijoutier de Léopold Marchand, Théâtre Saint-Georges
- 1931 : La Banque Nemo de Louis Verneuil, Théâtre de la Michodière
- 1934 : Do, Mi, Sol, Do de Paul Géraldy, Théâtre de la Michodière
- 1938 : Cavalier seul de Jean Nohain i Maurice Diamant-Berger, Théâtre du Gymnase